# K3 (hudební skupina)
K3 je belgická-nizozemská dívčí skupina s nizozemštině popovým repertoárem, kterou tvoří Hanne Verbruggenová, Marthe De Pillecynová a Julia Boschmanová. Kromě hudby jsou také ústředním prvkem mnoha filmových filmů, televizních seriálů a muzikálů. Charakteristický styl a ikoničnost K3 závisí na tom, že všechny tři dívky nosí většinou stejné oblečení a jsou to tradičně zrzka, brunetka a blondýnka. Během své kariéry si K3 vybudovala prostor v rámci nizozemské a belgické popkultury a stala se jednou z nejúspěšnějších skupin Beneluxu. Název skupiny je odvozen od prvních písmen tří prvních členů z roku 1998: Karen Damenová, Kristel Verbekeová a Kathleen Aertsová.
Skupina skládá především pop music s veselou melodií.

## Marketing
Skupina nevyužívá k zveřejnění svoji tvorby hudební televize, ale spíše se zaměřuje na šíření přes internet, například má svůj Youtube kanál, kde zveřejňuje všechny svoje videoklipy i texty, s reklamami/monetizací a dále pořádá koncerty a její písně jsou dostupné na Spotify i iTunes. Dále spolupracuje se studiem 100, které vytvořilo animovaný seriál o této skupině o pár epizodách.

## Diskografie
Kompletní diskografii viz: K3 discography
Studijní alba
- Parels (1999)
- Alle Kleuren (2000)
- Tele-Romeo (2001)
- Verliefd (2002)
- Oya LéLé (2003)
- De Wereld Rond (2004)
- Kuma Hé (2005)
- Ya Ya Yippee (2006)
- Kusjes (2007)
- MaMaSé (2009)
- Eyo! (2011)
- Engeltjes (2012)
- Loko Le (2013)
- 10.000 Luchtballonnen (2015)
- Ushuaia (2016)
- Love Cruise (2017)
- Roller Disco (2018)
- Dromen (2019)
- Dans van de Farao (2020)
- Waterval (2021)
- Vleugels (2022)
- Het lied van de zeemeermin (2024)